# Formule di Borda
Le formule o relazioni di Borda, indicate anche come formule di Nepero-Borda, permettono di risolvere il triangolo di posizione nelle applicazioni di astronomia nautica (navigazione astronomica).

## Descrizione

Il triangolo di posizione

Facendo riferimento al triangolo di posizione, sono date le formule per ricavare l'angolo al polo P e l'angolo zenitale Z.
Formule per calcolare l'angolo al polo P
{\displaystyle \sin {\frac {P}{2}}={\sqrt {\frac {\cos S\sin(S-h)}{\cos \phi \sin p}}}}
{\displaystyle \cos {\frac {P}{2}}={\sqrt {\frac {\sin(S-\phi )\cos(S-p)}{\cos \phi \sin p}}}}
{\displaystyle \tan {\frac {P}{2}}={\sqrt {\frac {\cos S\sin(S-h)}{\cos(S-p)\sin(S-\phi )}}}}
dove si è posto
{\displaystyle S={\frac {\phi +p+h}{2}}}
avendo indicato con {\displaystyle \phi } la latitudine, con {\displaystyle p=90^{\circ }-\delta } dove {\displaystyle \delta } è la declinazione, e {\displaystyle h} l'altezza (misurata col sestante) dell'astro preso come riferimento.
Formule per calcolare l'angolo azimutale Z
{\displaystyle \sin {\frac {Z}{2}}={\sqrt {\frac {\sin(S-\phi )\sin(S-h)}{\cos \phi \cos h}}}}
{\displaystyle \cos {\frac {Z}{2}}={\sqrt {\frac {\cos S\cos(S-p)}{\cos \phi \cos h}}}}
{\displaystyle \tan {\frac {Z}{2}}={\sqrt {\frac {\sin(S-\phi )\sin(S-h)}{\cos S\cos(S-p)}}}}
dove si è posto
{\displaystyle S={\frac {\phi +p+h}{2}}}
e analogo significato degli altri simboli.
Le formule per calcolare l'angolo parallattico A non sono date perché il calcolo non ha interesse pratico.
Le formule sono tutte riportate in forma logaritmica, forma in cui le funzioni trigonometriche compaiono sempre e solo moltiplicate fra loro; ciò semplifica i calcoli perché permette di passare ai logaritmi di tali funzioni e sommare i risultati ottenuti (ricordando infatti che a*b = log(a)+log(b)). Questo modo è il più semplice quando si devono eseguire tutti i calcoli a mano, utilizzando soltanto le tavole dei logaritmi e le tavole delle funzioni trigonometriche.